# Javier Alonso Ruiz-Ojeda
Javier Alonso Ruiz-Ojeda (Logronyo, 7 d'agost de 1951) fou sotsgovernador del Banc d'Espanya entre 2017 i 2018. Llicenciat en Matemàtiques, va ocupar la Direcció General d'Operacions, Mercats i Sistemes de Pagaments al Banc d'Espanya.

## Biografia
Es va llicenciar en Ciències Matemàtiques a la Universitat de Saragossa en 1980. Va ingressar al Banc d'Espanya en 1977. De 1984 a 1988 va ser titulat del Servei d'Estudis del banc central. Va ser nomenat director del departament d'Operacions en 1989 i ha representat a la institució en diferents organismes internacionals. Se'l considera un «un especialista en mitjans de pagament».
El seu nom va aparèixer per primera vegada com futurible per al càrrec de sotsgovernador a l'octubre de 2016. Al principi era una incògnita si el seu mandat anava a durar 2 o sis anys, ja que Restoy deixava el càrrec abans d'expirar el seu mandat; però posteriorment es va saber que acabaria simultàniament amb el del governador Luis María Limiti.

### Sotsgovernador del Banc d'Espanya
L'1 de desembre de 2016 es va saber el seu nomenament com a nou sotsgovernador de l'organisme amb efectes des de l'1 de gener de 2017. Va substituir a Fernando Restoy, que va deixar el càrrec i l'1 de gener de 2017 va prendre possessió com a president del Financial Stability Institute del Banc de Pagaments Internacionals (BPI). El seu mandat durarà tan sol 18 mesos posat que anirà lligat al de Luis María Limiti, governador del Banc d'Espanya, expirant tots dos al juny de 2018.
Per la seva condició de sotsgovernador, és conseller nat en la CNMV i també president del Fons de Garantia de Dipòsits.